# Aphis gerardianae
Aphis gerardianae är en insektsart. Aphis gerardianae ingår i släktet Aphis och familjen långrörsbladlöss. Inga underarter finns listade i Catalogue of Life.